# Delamar Dry Lake
Le Delamar Dry Lake (en anglais : Lac asséché Delamar) est un lac salé saisonnier situé près d'Alamo dans le Nevada aux États-Unis.

## Utilisation
Une piste d'atterrissage est établie sur le lac en 1943, plus tard elle servit de piste d'atterrissage de secours pour le X-15.